# Bodianus rufus
Bodianus rufus (Linnaeus, 1758) è un pesce osseo d'acqua salata appartenente alla famiglia Labridae.

## Distribuzione e habitat
Questa specie è diffusa nell'Atlantico occidentale, nel Golfo del Messico e nel mar dei Caraibi, dalla Florida alle coste sud del Brasile.
Popola fondi duri costieri e barriere coralline, spesso nelle vicinanze di formazioni del madreporario Monastrea.

## Descrizione
Si tratta di un pesce abbastanza simile come aspetto generale ai tordi mediterranei.
La colorazione è molto caratteristica, giallo vivo sul muso, il ventre, i fianchi, la parte posteriore della pinna dorsale, il peduncolo caudale e la pinna caudale;  nella parte anteriore del dorso (e nella parte corrispondente della pinna dorsale) a partire dall'occhio si estende una grande macchia rosso scura, violacea o bluastra che può avere dimensioni diverse nei vari individui.
Può eccezionalmente raggiungere i 40 cm.

## Biologia
Gli esemplari giovani dalla testa di colore rosso, operano come
“pulitori” nei confronti di altri pesci di grosse dimensioni, come più noto Labroides dimidiatus o il mediterraneo Centrolabrus melanocercus.

### Riproduzione
B. rufus è ermafrodita proterogino: ogni esemplare alla nascita è femmina, durante la crescita, quando giunge a 17 cm circa, cambia sesso in 7-10 giorni e diventa maschio. Forma harem composti da un solo maschio e numerose giovani femmine. L'accoppiamento avviene dopo il tramonto. Il periodo larvale planctonico è piuttosto corto, e
raggiunti i 10–12 mm di lunghezza, i giovani concludono la loro fase pelagica.

### Alimentazione
Si nutre di invertebrati bentonici come ricci di mare, ofiure, crostacei e molluschi.

### Predatori
È preda abituale di Lutjanus apodus.

## Pesca
Sebbene non particolarmente ricercato, è pescato sporadicamente per l'alimentazione umana.
Sono segnalati casi di avvelenamento da ciguatera.

## Acquariofilia
Non molto diffuso tra gli allevatori, ma è comunque una specie che si adatta alla vita in acquario. Si tratta di un labride piuttosto delicato, ma
molto attivo, talvolta aggressivo nei confronti degli altri pesci, che è bene
siano appartenenti a specie non troppo timide. Per la territorialità
manifestata on è possibile allevare due maschi nello stesso acquario, se non
molto grande, almeno 4-500 l, e ricco di nascondigli. Vorace può essere nutrito,
almeno due volte al giorno, con alimenti freschi o surgelati (krill, chironomi,
Artemia, gamberetti), ma finisce con
l'accettare anche quelli liofilizzati o secchi.